# Marc Garneau
Joseph Jean-Pierre Marc Garneau (Québec, Québec, 1949. február 23. – Montréal, 2025. június 4.) a kanadai haditengerészet kapitánya, űrhajós, politikus. Az első kanadai űrhajós.

## Pályafutása
1970-ben a Royal Military College of Kingston keretében szerzett főiskolai gépészmérnöki oklevelet szerzett. 1973-ban Royal Military College of Kingston (London) villamosmérnöki doktori (Ph.D.) címet szerzett. 1974–1976 Algonquinban HMCS rendszer mérnöke.
Több mint 4000 kérelmező közül a hat kanadai kiválasztott űrhajós egyikeként 1983. december 5-től a Lyndon B. Johnson Űrközpontban részesült űrhajóskiképzésben. 1976–1977 között a haditengerészeti rakétarendszer (Tribal osztályú rombolók) oktatásának elősegítésére szimulátort tervezett. 1977–1980 között Ottawában a  haditengerészeti fegyverrendszerek tervező-mérnöke. 1983-ban egy repülőgéppel vontatott céleszközt készített a haditengerészeti tüzérség gyakorlatainak értékeléséhez. Három űrszolgálata alatt összesen 29 napot, 2 órát és 1 percet (698 óra) töltött a világűrben.Űrhajós pályafutását 2001. január 31-én fejezte be. 2001. november 22-től 2005. november 28-ig a Kanadai Űrügynökség (CSA)  ügyvezető alelnöke. 2005-től beválasztották a kanadai parlamentbe.

## Űrrepülések
- STS–41–G, a Challenger űrrepülőgép 6. repülésének rakományfelelőse. Egy műholdat állítottak pályára. Filmre vették a teljes űrrepülést, amiből dokumentumfilm készült. 8 napot, 5 órát, 23 percet és 33 másodpercet (197 óra) töltött a világűrben. 5 293 847 kilométert repült, szám alkalommal kerülte meg a Földet.
- STS–77, az Endeavour űrrepülőgép 11. repülésének küldetésfelelőse. Pályára állítottak két műholdat, valamint a Spartan-207/IAE (Inflatable Antenna Experiment) – felfújható, gömb alakú űreszközt, tesztelve a felfújható űreszközök készítésének lehetőségét. A repülés során kereskedelmi kutatást, kísérleteket végeztek, és gyógyszernek nem minősülő anyagokat állítottak elő. A Coca-Cola megbízásából vizsgálták termékeinek fogyaszthatóságát. Második űrrepülése alatt összesen 10 napot, 00 órát és 40 percet (241 óra) töltött a világűrben. 6 600 000 kilométert repült, 161-szer kerülte meg a Földet.
- STS–97, az Endeavour űrrepülőgép 15. repülésének küldetésfelelőse. A Nemzetközi Űrállomáson telepítették az első napelemet. Utánpótlás ellátást vittek, visszafelé leszállították a becsomagolt szemetet. Kutatási, kísérleti, anyag-előállítási feladatokat. 10 napot, 19 órát és 58 percet (260 óra) töltött a világűrben. 7 203 000 kilométert repült, 170-szer kerülte meg a Földet.